# Plénise
Plénise est une commune française située dans le département du Jura, la région culturelle et historique de Franche-Comté et la région administrative Bourgogne-Franche-Comté.
Ses habitants sont appelés les Bédouins.

## Géographie
Le village de Plénise est situé en France, en haut du val de Mièges dans le canton de Nozeroy, au bord de la RD471 reliant Lons-le-Saunier, Champagnole et Pontarlier dans le Doubs et au bord de la forêt de la Joux.
Les distances entre Plénise et les autres village du canton de Nozeroy sont d'environ :
- Plénisette 1 km ;
- Esserval-Tartre 2 km ;
- Onglières 2 km ;
- Mièges 3 km ;
- Nozeroy 3 km ;
- Censeau 4 km ;
- Rix 4 km ;
- Doye 5 km ;
- Cuvier 5 km ;
- Longcochon 6 km ;
- La Favière 6 km ;
- Charency 6 km ;
- Billecul 6 km.

Le point culminant de cette bourgade se trouve dans la forêt. Mais par exemple, depuis la Fougère, on peut découvrir la montagne du Laveron et la Haute-Joux, ainsi que les Saintes Croix, les trois monts suisses du Suchet, des aiguilles de Baulmes et du Chasseron ; ainsi que le mont d'Or. Plus au sud et par temps clair, on peut apercevoir les monts Jura.
Comme Plénise partage son église avec Plénisette qui en est dépourvue, la route reliant ces deux villages est plus communément appelé « le chemin des morts » car c'était la voie du corbillard, menant le décédé à son enterrement.

### Climat
Pour des articles plus généraux, voir Climat de la Bourgogne-Franche-Comté et Climat du département du Jura.
En 2010, le climat de la commune est de type climat de montagne, selon une étude du Centre national de la recherche scientifique s'appuyant sur une série de données couvrant la période 1971-2000. En 2020, Météo-France publie une typologie des climats de la France métropolitaine dans laquelle la commune est dans une zone de transition entre le climat semi-continental et le climat de montagne et est dans la région climatique  Jura, caractérisée par une forte pluviométrie en toutes saisons (1 000 à 1 500 mm/an), des hivers rigoureux et un ensoleillement médiocre. 
Pour la période 1971-2000, la température annuelle moyenne est de 7,6 °C, avec une amplitude thermique annuelle de 16,3 °C. Le cumul annuel moyen de précipitations est de 1 651 mm, avec 13,4 jours de précipitations en janvier et 10,6 jours en juillet. Pour la période 1991-2020, la température moyenne annuelle observée sur la station météorologique de Météo-France la plus proche, « Cerniébaud », sur la commune de Cerniébaud à 10 km à vol d'oiseau, est de 7,9 °C et le cumul annuel moyen de précipitations est de 1 786,6 mm. 
La température maximale relevée sur cette station est de 35 °C, atteinte le 25 juillet 2019 ; la température minimale est de −26,5 °C, atteinte le 12 janvier 1987,,. 
Les paramètres climatiques de la commune ont été estimés pour le milieu du siècle (2041-2070) selon différents scénarios d'émission de gaz à effet de serre à partir des nouvelles projections climatiques de référence DRIAS-2020. Ils sont consultables sur un site dédié publié par Météo-France en novembre 2022.

## Urbanisme

### Typologie
Au 1er janvier 2024, Plénise est catégorisée commune rurale à habitat dispersé, selon la nouvelle grille communale de densité à sept niveaux définie par l'Insee en 2022.
Elle est située hors unité urbaine et hors attraction des villes,.

### Occupation des sols
L'occupation des sols de la commune, telle qu'elle ressort de la base de données européenne d’occupation biophysique des sols Corine Land Cover (CLC), est marquée par l'importance des forêts et milieux semi-naturels (65,7 % en 2018), une proportion identique à celle de 1990 (65,7 %). La répartition détaillée en 2018 est la suivante : 
forêts (65,7 %), prairies (32,6 %), zones agricoles hétérogènes (1,7 %). L'évolution de l’occupation des sols de la commune et de ses infrastructures peut être observée sur les différentes représentations cartographiques du territoire : la carte de Cassini (XVIIIe siècle), la carte d'état-major (1820-1866) et les cartes ou photos aériennes de l'IGN pour la période actuelle (1950 à aujourd'hui).

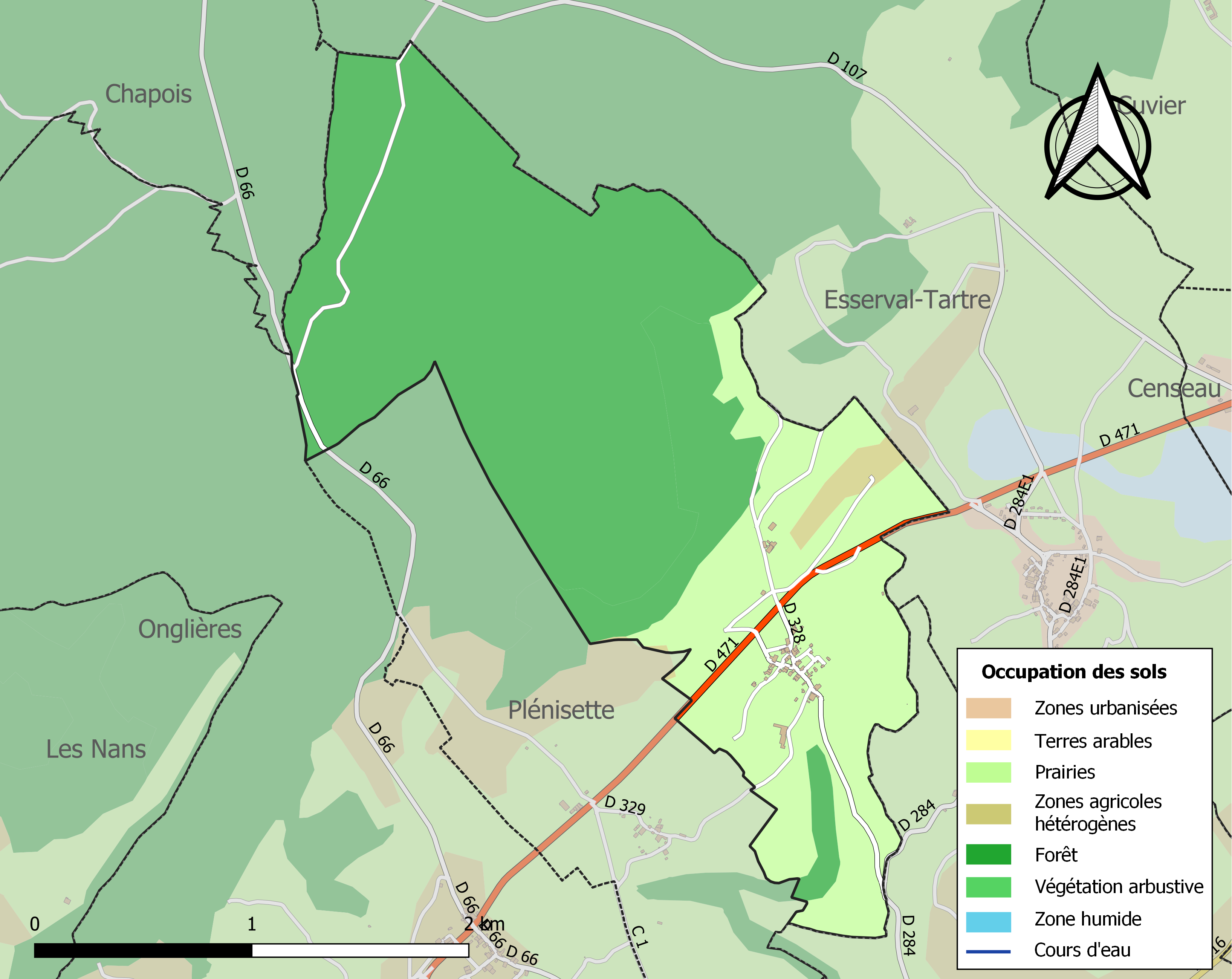
Carte des infrastructures et de l'occupation des sols de la commune en 2018 (CLC).

## Politique et administration
| Période                                  | Période   | Identité        | Étiquette | Qualité     |
| ---------------------------------------- | --------- | --------------- | --------- | ----------- |
| Les données manquantes sont à compléter. |           |                 |           |             |
|                                          | juin 1995 | Maurice Lacroix |           |             |
| juin 1995                                | mars 2001 | Yves Lacroix    |           |             |
| mars 2001                                | mars 2014 | Roland Bregand  |           |             |
| mars 2014                                | En cours  | Yves Lacroix    | DVD       | Agriculteur |

## Population et société

### Démographie
L'évolution du nombre d'habitants est connue à travers les recensements de la population effectués dans la commune depuis 1793. Pour les communes de moins de 10 000 habitants, une enquête de recensement portant sur toute la population est réalisée tous les cinq ans, les populations de référence des années intermédiaires étant quant à elles estimées par interpolation ou extrapolation. Pour la commune, le premier recensement exhaustif entrant dans le cadre du nouveau dispositif a été réalisé en 2006.

En 2022, la commune comptait 63 habitants, en stagnation par rapport à 2016 (Jura : −0,81 %, France hors Mayotte : +2,11 %).
| 1793 | 1800 | 1806 | 1821 | 1831 | 1836 | 1841 | 1846 | 1851 |
| ---- | ---- | ---- | ---- | ---- | ---- | ---- | ---- | ---- |
| 190  | 145  | 209  | 200  | 201  | 209  | 202  | 182  | 198  |

| 1856 | 1861 | 1866 | 1872 | 1876 | 1881 | 1886 | 1891 | 1896 |
| ---- | ---- | ---- | ---- | ---- | ---- | ---- | ---- | ---- |
| 195  | 191  | 193  | 171  | 169  | 144  | 135  | 124  | 129  |

| 1901 | 1906 | 1911 | 1921 | 1926 | 1931 | 1936 | 1946 | 1954 |
| ---- | ---- | ---- | ---- | ---- | ---- | ---- | ---- | ---- |
| 103  | 102  | 87   | 83   | 89   | 86   | 91   | 89   | 101  |

| 1962 | 1968 | 1975 | 1982 | 1990 | 1999 | 2006 | 2011 | 2016 |
| ---- | ---- | ---- | ---- | ---- | ---- | ---- | ---- | ---- |
| 100  | 87   | 68   | 54   | 55   | 63   | 52   | 61   | 63   |

| 2021 | 2022 | - | - | - | - | - | - | - |
| ---- | ---- | - | - | - | - | - | - | - |
| 63   | 63   | - | - | - | - | - | - | - |

## Économie
L'activité principale des habitants de Plénise est le commerce et l'élevage de bovins. Plénise a plusieurs gîtes. Chaque année, à Plénise ou dans ses environs, a lieu « Un dimanche à la ferme » qui est ouvert au public.
À Plénise, il y a un vannier ainsi qu'une exposition vente d'artisanat local, poterie, peinture, ouvrage sur cuir.
La vente de bois sur le territoire communal dans la forêt de la Joux est le principal revenu de Plénise.

## Culture locale et patrimoine

### Lieux et monuments
Plénise compte un château d'eau qui date de 1929. 

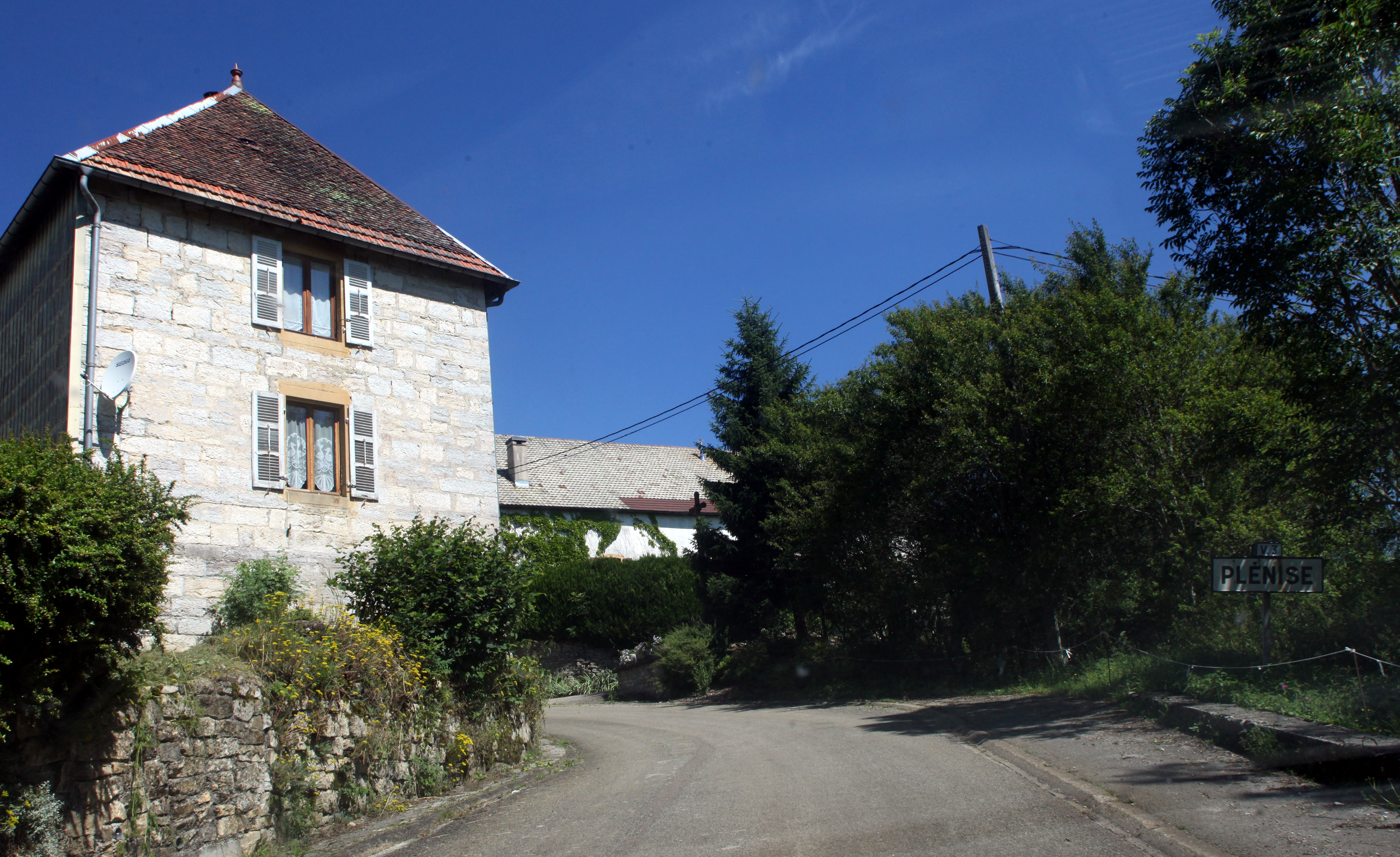
Entrée du village.
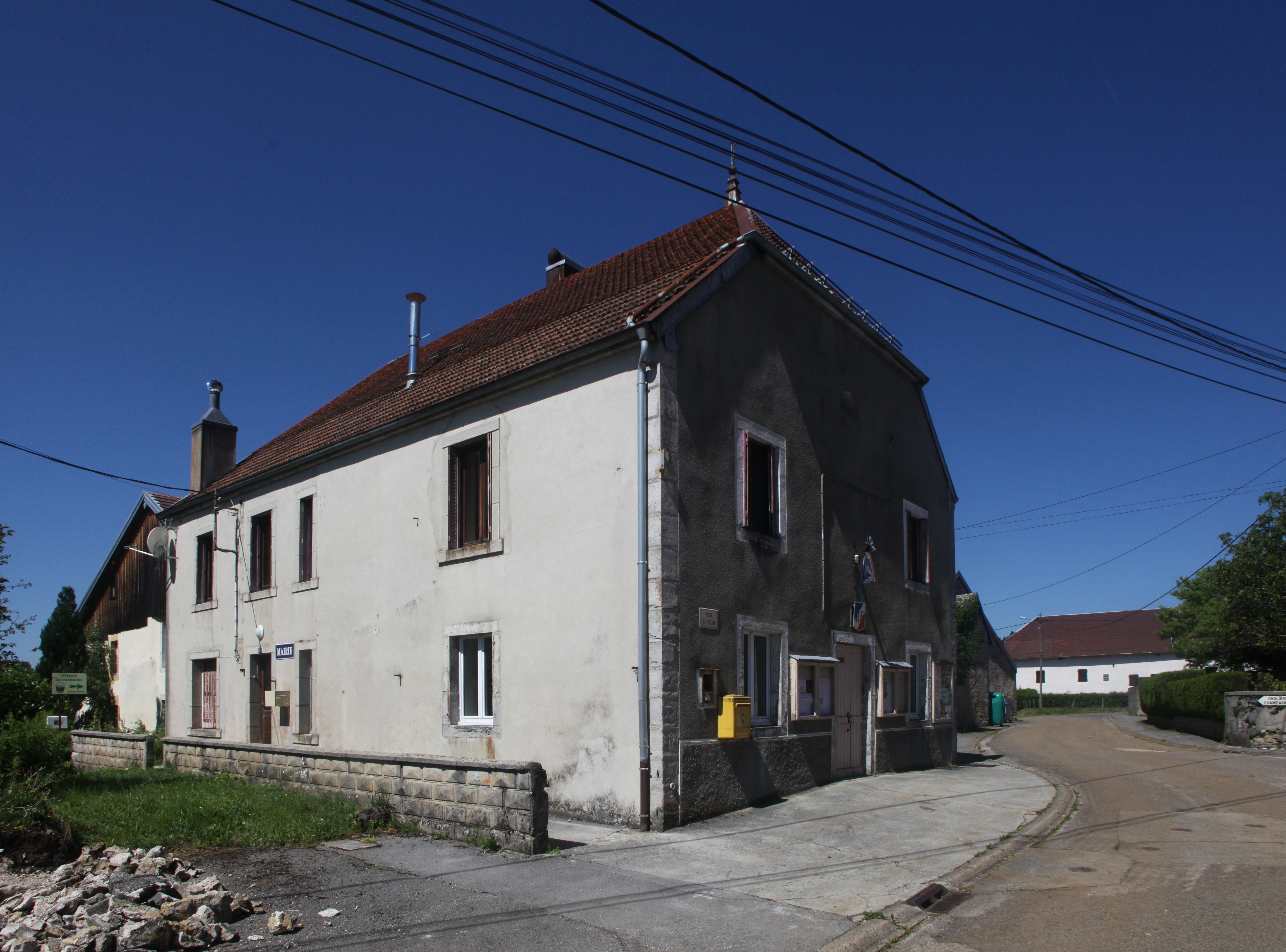
Mairie.
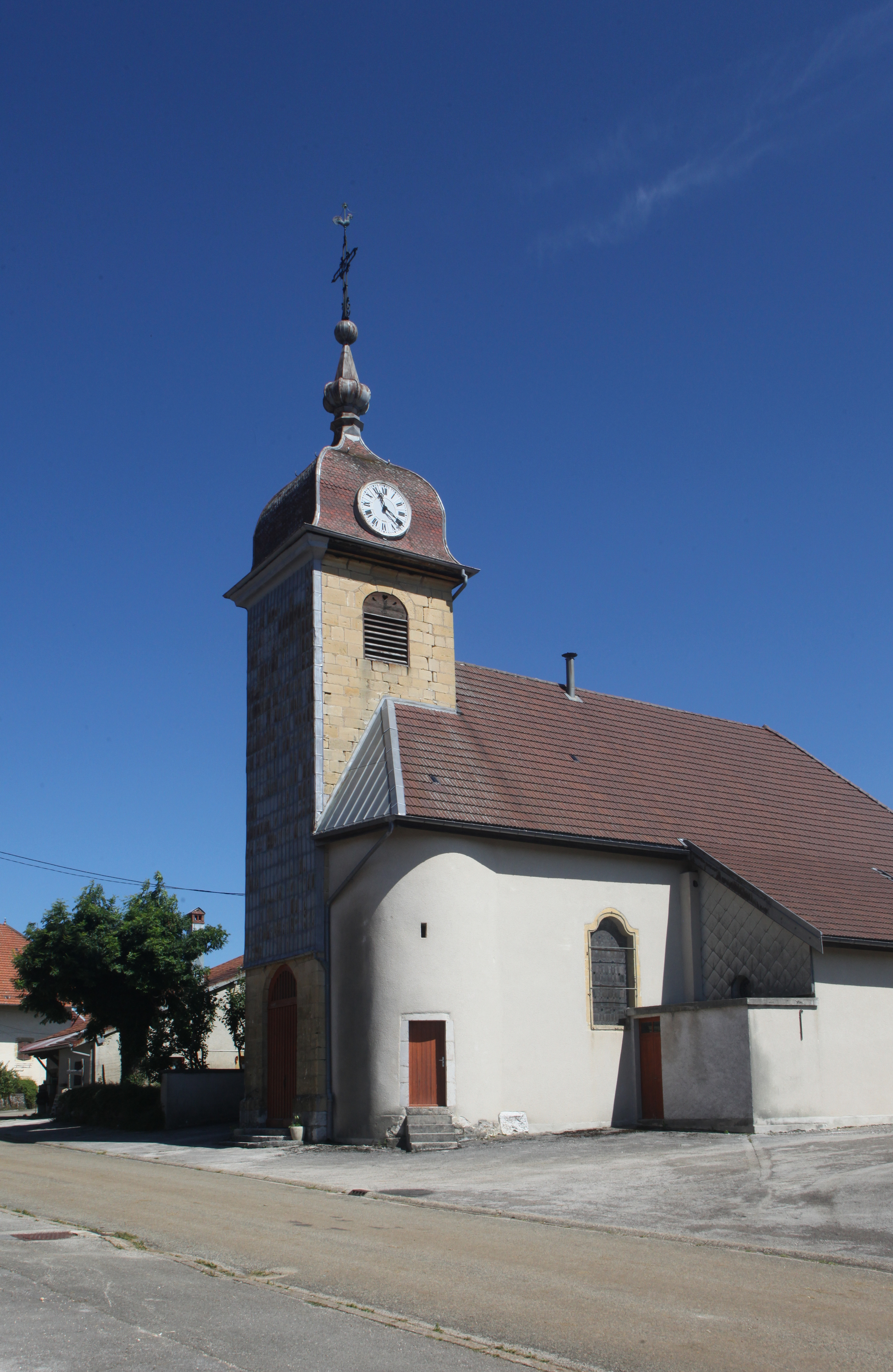
Église.